# Coppa Libertadores 1965
La Coppa Libertadores 1965 fu la sesta edizione della massima manifestazione sudamericana calcistica per club. L'Independiente vinse la Coppa Libertadores per la seconda volta in questa edizione, battendo il Peñarol in finale.

## Fase a gironi

### Gruppo 1
| Squadra         | Pti | G | V | N | P | GF | GS | DR |
| --------------- | --- | - | - | - | - | -- | -- | -- |
| Boca Juniors    | 8   | 4 | 4 | 0 | 0 | 11 | 3  | 8  |
| The Strongest   | 3   | 4 | 1 | 1 | 2 | 5  | 7  | -2 |
| Deportivo Quito | 1   | 4 | 0 | 1 | 3 | 3  | 9  | -6 |

| 31 gennaio 1965  |     |                 |              |
| Deportivo Quito  | 0–1 | The Strongest   | Quito        |
| 7 febbraio 1965  |     |                 |              |
| Deportivo Quito  | 1–2 | Boca Juniors    | Quito        |
| 14 febbraio 1965 |     |                 |              |
| The Strongest    | 2–3 | Boca Juniors    | La Paz       |
| 21 febbraio 1965 |     |                 |              |
| The Strongest    | 2–2 | Deportivo Quito | La Paz       |
| 26 febbraio 1965 |     |                 |              |
| Boca Juniors     | 4–0 | Deportivo Quito | La Paz       |
| 5 marzo 1965     |     |                 |              |
| Boca Juniors     | 2–0 | The Strongest   | Buenos Aires |

### Gruppo 2
| Squadra              | Pti | G | V | N | P | GF | GS | DR |
| -------------------- | --- | - | - | - | - | -- | -- | -- |
| Santos FC            | 8   | 4 | 4 | 0 | 0 | 10 | 3  | 7  |
| Universidad de Chile | 2   | 4 | 1 | 0 | 3 | 6  | 9  | -3 |
| Universitario        | 2   | 4 | 1 | 0 | 3 | 5  | 9  | -4 |

| 13 febbraio 1965     |     |                      |                   |
| Universidad de Chile | 1–5 | Santos FC            | Santiago del Cile |
| 19 febbraio 1965     |     |                      |                   |
| Universitario        | 1–2 | Santos FC            | Lima              |
| 22 febbraio 1965     |     |                      |                   |
| Universitario        | 1–0 | Universidad de Chile | Lima              |
| 26 febbraio 1965     |     |                      |                   |
| Santos FC            | 1–0 | Universidad de Chile | San Paolo         |
| 6 marzo 1965         |     |                      |                   |
| Santos FC            | 2–1 | Universitario        | San Paolo         |
| 10 marzo 1965        |     |                      |                   |
| Universidad de Chile | 5–2 | Universitario        | Santiago del Cile |

### Gruppo 3
| Squadra           | Pti | G | V | N | P | GF | GS | DR |
| ----------------- | --- | - | - | - | - | -- | -- | -- |
| Peñarol           | 6   | 4 | 3 | 0 | 1 | 5  | 2  | 3  |
| Club Guaraní      | 6   | 4 | 3 | 0 | 1 | 6  | 5  | 1  |
| Deportivo Galicia | 0   | 4 | 0 | 0 | 4 | 2  | 6  | -4 |

| 1º febbraio 1965  |               |                   |            |
| Deportivo Galicia | 1–2           | Club Guaraní      | Caracas    |
| 7 febbraio 1965   |               |                   |            |
| Deportivo Galicia | 0–0*vedi nota | Peñarol           | Caracas    |
| 25 febbraio 1965  |               |                   |            |
| Club Guaraní      | 2–1           | Deportivo Galicia | Asunción   |
| 28 febbraio 1965  |               |                   |            |
| Peñarol           | 2–0           | Deportivo Galicia | Montevideo |
| 7 marzo 1965      |               |                   |            |
| Club Guaraní      | 2–1           | Peñarol           | Asunción   |
| 10 marzo 1965     |               |                   |            |
| Peñarol           | 2–0           | Club Guaraní      | Montevideo |

- Nota: a causa di irregolarità nella formazione del Deportivo Galicia (che schierò in campo in quella partita un giocatore squalificato, R. Leopardi), venne assegnata la vittoria a tavolino al Peñarol.

## Semifinali
| Squadra #1    | Tot.  | Squadra #2   | And.  | Rit.  | Spar. |
| ------------- | ----- | ------------ | ----- | ----- | ----- |
| Independiente | 2 - 1 | Boca Juniors | 2 - 0 | 0 - 1 | 0 - 0 |
| Santos FC     | 8 - 9 | C.A. Peñarol | 5 - 4 | 2 - 3 | 1 - 2 |

## Finale
| Squadra #1    | Tot.  | Squadra #2   | And.  | Rit.  | Spareggio |
| ------------- | ----- | ------------ | ----- | ----- | --------- |
| Independiente | 6 - 4 | C.A. Peñarol | 1 - 0 | 1 - 3 | 4 - 1     |